# Taiwan Professional Basketball League
La Taiwan Professional Basketball League (台灣職業籃球大聯盟S), conosciuta anche con l'abbreviazione di TPBL, è una lega professionistica di pallacanestro di Taiwan. Fondata nell'estate del 2024 è la quarta lega professionistica nella storia dell'Isola dopo la Chinese Basketball Alliance (CBA; 1994-1999), la P. League+ (PLG; fondata nel 2020) e la T1 League (2021-2024).

## Storia
Il 22 giugno 2024, Walter Wang, il presidente dei New Taipei Kings, annunciò che una nuova lega professionistica sarebbe stata istituita a Taiwan, grazie alla fusione delle due leghe professionistiche già attive nel paese: la  P. League+ e la T1 League. Pochi giorni dopo, quattro squadre della P. League+ (i Formosa Dreamers, gli Hsinchu Lioneers, i Kaohsiung 17LIVE Steelers e i New Taipei Kings) e cinque squadre della T1 League (i Kaohsiung Aquas, i New Taipei CTBC DEA, i Tainan TSG GhostHawks, i Taipei Taishin Mars e i Taiwan Beer Leopards) presentarono una lettera di intenti per aderire alla nuova lega. Circolava anche la voce che una squadra di basket proveniente da una nazione del Sud-est asiatico si sarebbe unita alla lega, circostanza che alla fine non si è concretizzata. Il 24 giugno, il comitato di preparazione della nuova lega annunciò che la nuova stagione sarebbe iniziata a novembre 2024 . Nei giorni successivi sia la P. League+ che la T1 League annunciarono che le due leghe miravano a fondersi per la stagione 2024-25, ed anche il comitato di preparazione della nuova lega annunciò che le undici squadre, provenienti delle due leghe avrebbero preso parte alla nuova lega. Il 1º luglio, Chang Shu-Jen, il direttore generale degli Hsinchu Lioneers, fu temporaneamente nominato portavoce della prima stagione della nuova lega. L'8 luglio, Chuang Jui-Hsiung fu nominato commissario della nuova lega ma, nello stesso giorno, i Taipei Fubon Braves, i Taoyuan Pauian Pilots e i Kaohsiung 17LIVE Steelers annunciarono congiuntamente di ritirarsi dalla preparazione della nuova lega, per rimanere nella P. League+. Mentre il giorno successivo anche i Tainan TSG GhostHawks, squadra della T1 League, annunciarono di ritirarsi dalla preparazione della nuova lega per prendere invece parte alla nuova stagione della P. League+.
Il 9 luglio 2024, dopo giorni di concitate trattative, i Taipei Taishin Mars, i New Taipei Kings, i New Taipei CTBC DEA, i Taiwan Beer Leopards, gli Hsinchu Lioneers, i Formosa Dreamers e i Kaohsiung Aquas con un comunicato congiunto annunciarono di unirsi alla nuova lega professionistica di pallacanestro per la stagione 2024-2025; lega che venne denominata Taiwan Professional Basketball League. Il 23 luglio la TPBL tenne il suo primo draft, 33 giocatori parteciparono alla selezione ed, al termine dei 3 turni previsti, 11 giocatori furono scelti dalle sette squadre . Il 1º agosto, la TPBL annunciò che Wang Chih-Chun e Yang He-Ping, ex segretario generale della T1 League ed ex direttore operativo della P. League+, avrebbero assunto il ruolo di vice segretari della lega; mentre il 19 settembre, è stato annunciato che Larry Chi avrebbe ricoperto il ruolo di segretario generale della lega.
Il 19 ottobre 2024 si è tenuta la prima partita nella storia della lega, con l'incontro tra i New Taipei CTBC DEA e i Formosa Dreamers, giocata al Taichung Intercontinental Basketball Stadium, che ha dato il via alla stagione 2024-2025. Il 29 giugno 2025, i New Taipei Kings hanno sconfitto in gara sette i Kaohsiung Aquas vincendo, le prime Finals della lega, conquistando così il titolo inaugurale della TPBL.

## Formato
La prima parte della stagione prevede che ognuna delle sette squadre partecipanti giochi contro un'altra sei volte, rispettivamente tre in casa e tre in trasferta. Ogni squadra disputa quindi un totale di 36 partite nella stagione regolare, le posizioni in classifica al termine della stagione regolare determinano l'accesso ai play-off o direttamente alle semifinali, per le prime tre in classifica, o per il play-in, per la quarta e quinta classificata..
- Serie play-in: Serie al meglio delle tre partite. La serie viene disputata dalle squadre che hanno concluso la stagione regolare rispettivamente al quarto e al quinto posto. La squadra quarta classificata parte con un vantaggio di una vittoria. Il vincitore si qualifica per le semifinali.[16]
- Serie semifinali: Serie al meglio delle sette partite. Gli accoppiamenti vengono decisi in base alla classifica della stagione regolare. La squadra prima classificata gioca contro il vincitore del play-in, mentre la seconda classificata affronta la terza. I vincitori si qualificano per le finali.[16]
- Serie finali: Serie al meglio delle sette partite. La serie viene disputata tra i vincitori delle semifinali.[16]

## Regole giocatori
- Ogni squadra può registrare da 9 a 14 giocatori locali, da 3 a 4 giocatori stranieri, 1 giocatore studente straniero o un giocatore di nazionalità asiatica e 2 giocatori di origine mista (heritage players).[16][17]
- Ogni squadra può ingaggiare un giocatore studente straniero con un contratto valido fino alla stagione 2025-26. L’idoneità del giocatore studente straniero è la stessa di un giocatore straniero[16]. I giocatori con un contratto originario da studente straniero possono giocare come giocatori locali fino alla stagione 2025-26.[18]
- Le squadre che rappresentano la lega nella East Asia Super League possono registrare 1 giocatore importato dall’Asia. L’idoneità del giocatore importato dall’Asia è la stessa del giocatore studente straniero.[16]
- Ogni squadra può registrare 1 giocatore naturalizzato come giocatore locale se il giocatore naturalizzato è rimasto nella stessa squadra per tre anni dopo aver completato il processo di naturalizzazione.[16]
- Ogni squadra può selezionare da 8 a 14 giocatori per il roster attivo in ogni partita.[16]
- Ogni squadra può selezionare da 2 a 3 giocatori stranieri nel roster attivo in ogni partita.[16][17]
- Regola 8-Imports-In-4-Quarters: ogni quarto può avere un massimo di 2 giocatori stranieri in campo.[16][17]

## Squadre
| Squadra              | Nome in Cinese   | Città        | Arena                                        | Fondazione | Entrata nella TPBL | Posizione                                         |
| -------------------- | ---------------- | ------------ | -------------------------------------------- | ---------- | ------------------ | ------------------------------------------------- |
| Formosa Dreamers     | 福爾摩沙夢想家   | Taichung     | Taichung Intercontinental Basketball Stadium | 2017       | 2024               | Mars DEA / Kings Leopards Lioneers Dreamers Aquas |
| Hsinchu Lioneers     | 新竹御嵿攻城獅   | Hsinchu      | Hsinchu County Stadium                       | 2020       | 2024               | Mars DEA / Kings Leopards Lioneers Dreamers Aquas |
| Kaohsiung Aquas      | 高雄全家海神     | Kaohsiung    | Kaohsiung Arena                              | 2021       | 2024               | Mars DEA / Kings Leopards Lioneers Dreamers Aquas |
| New Taipei DEA       | 新北中信特攻     | Nuova Taipei | Xinzhuang Gymnasium                          | 2021       | 2024               | Mars DEA / Kings Leopards Lioneers Dreamers Aquas |
| N. T. Kings          | 新北國王         | Nuova Taipei | Xinzhuang Gymnasium                          | 2021       | 2024               | Mars DEA / Kings Leopards Lioneers Dreamers Aquas |
| Taipei Mars          | 臺北台新戰神     | Taipei       | Taipei Heping Basketball Gymnasium           | 2023       | 2024               | Mars DEA / Kings Leopards Lioneers Dreamers Aquas |
| Taiwan Beer Leopards | 桃園台啤永豐雲豹 | Taoyuan      | Taoyuan Arena                                | 2021       | 2024               | Mars DEA / Kings Leopards Lioneers Dreamers Aquas |

## Albo d'oro
| Stagione  | Vincitore   | Serie | Secondo Posto   |
| 2024-2025 | N. T. Kings | 4 - 2 | Kaohsiung Aquas |
| 2025-2026 | da giocare  | -     | da giocare      |

## Vittorie per club
| Club        | Titolo | Città        | Anno      |
| ----------- | ------ | ------------ | --------- |
| N. T. Kings | 1      | Nuova Taipei | 2024-2025 |